# Wolna bankowość
Wolna bankowość – jest taką organizacją systemu finansowego, w którym banki nie podlegają żadnym specjalnym regulacjom, ponad te które dotyczą większości przedsiębiorstw, oraz posiadają prawo do emisji własnej waluty (banknotów). W systemie wolnej bankowości ogólna podaż banknotów oraz depozytów jest regulowana przez siły rynkowe i może mieć pokrycie w dowolnym dobru (towarze, jak np. złoto).
Jednym ze zwolenników wolnej bankowości był laureat Nagrody Nobla w dziedzinie ekonomii Friedrich Hayek.